# Web Summit

Logo del Web Summit

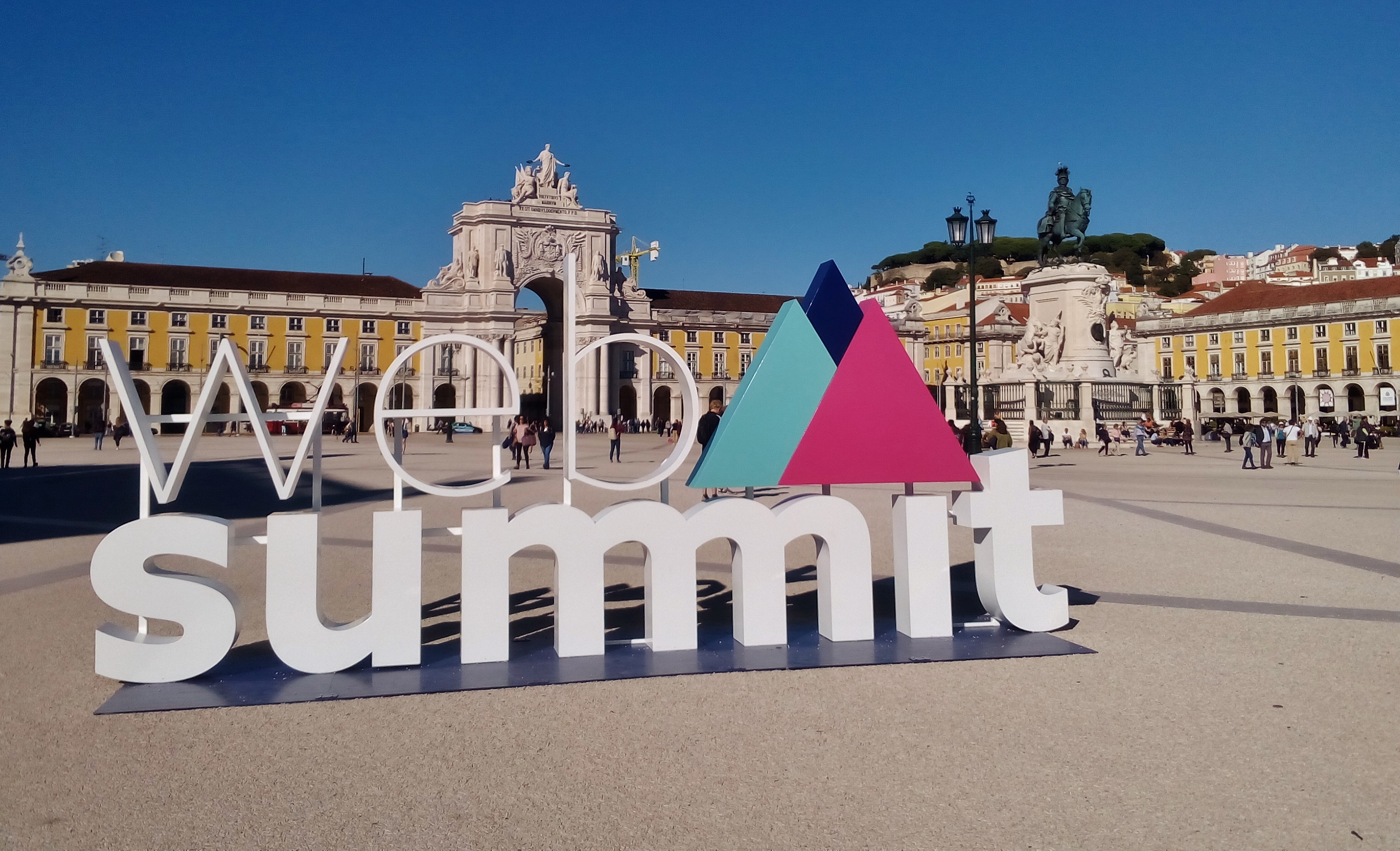
Cartello del WebSummit sulla Piazza del Commercio (Praça do Comércio), a Lisbona

Il Web Summit è una conferenza annuale sulla tecnologia che si tiene a Lisbona, in Portogallo.
Fondato nel 2009 da Paddy Cosgrave, David Kelly e Daire Hickey, l'evento si teneva originariamente a Dublino, in Irlanda, fino al 2016, quando è stato permanentemente trasferito a Lisbona.
I temi della conferenza vertono sulla tecnologia Internet, sulle tecnologie emergenti, sul marketing e sul venture capitalism. I partner del Web Summit spaziano dalle aziende Fortune 500 alle start-up, con partecipanti che rappresentano tutti i livelli e i settori dell'industria globale dell'alta tecnologia.
Web Summit organizza eventi in tutto il mondo, tra cui F.ounders, la conferenza RISE a Hong Kong, Collision a Toronto, SURGE a Bangalore e MoneyConf a Dublino.

## Relatori
Tra i relatori hanno figurato un mix di amministratori delegati, Subject-matter experts, celebrità, e politici, tra cui Stephen Hawking, Elon Musk, Al Gore, il cantante Bono, il segretario generale delle Nazioni Unite António Guterres, l'attivita climatica Sophia Kianni.